# Chevrolet Lanos

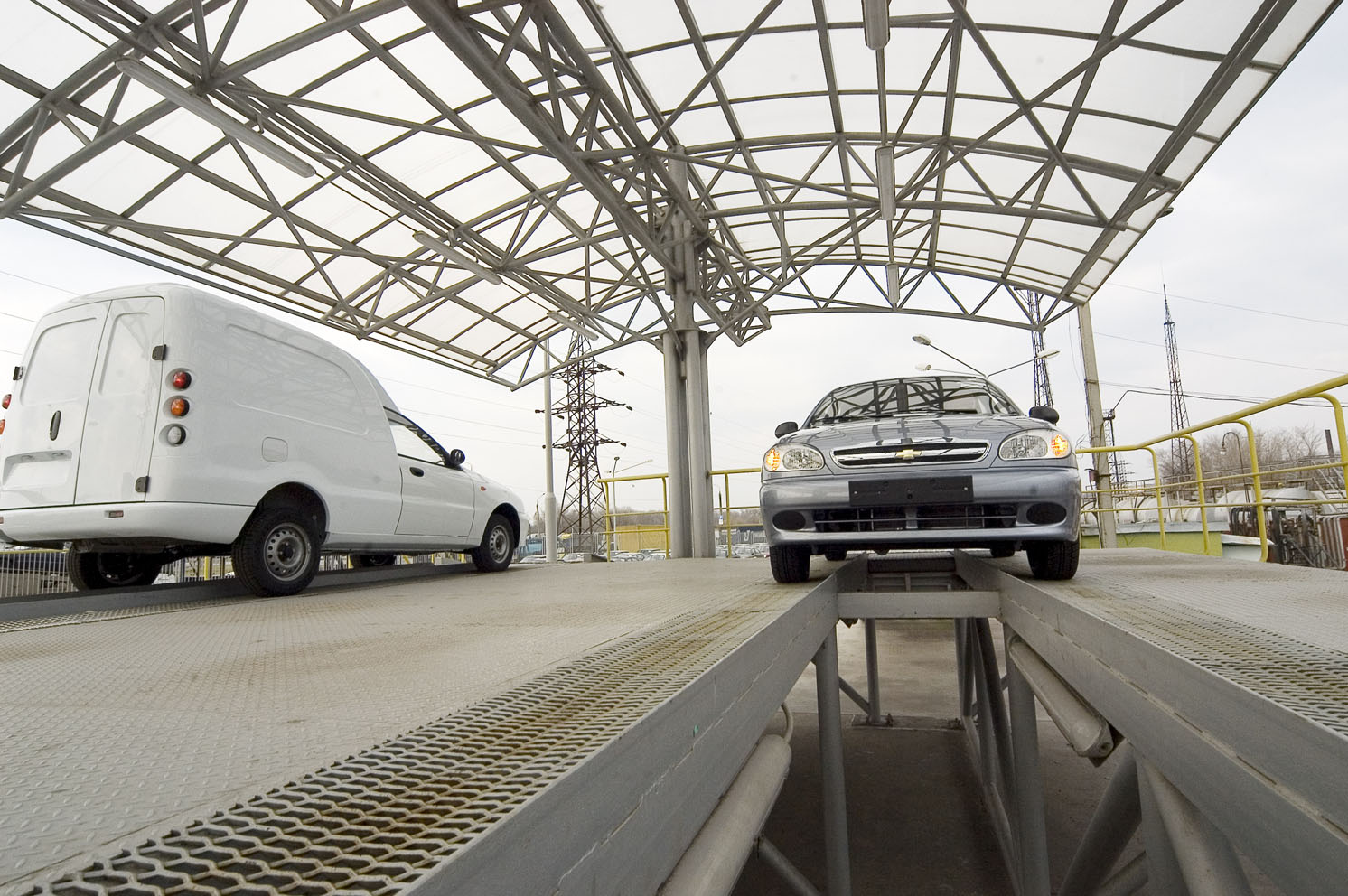
Heckansicht des ZAZ Lanos Pick-up und Frontansicht des Chevrolet Lanos

Der Chevrolet Lanos ist ein Pkw-Modell des südkoreanischen Herstellers GM Daewoo, der als Daewoo Lanos von 1997 bis 2002 in Europa verkauft wurde und seit 2005 in Russland unter dem Markennamen Chevrolet vermarktet wird, Ägypten ist ein weiterer Markt des Chevrolet Lanos. Als ZAZ Lanos wurde der Wagen ebenfalls bis 2017 in der Ukraine gebaut und verkauft. Dort wurde das Fahrzeug unter demselben Namen als Kastenwagenversion unter der Bezeichnung Lanos Pick-up angeboten. Bis auf das neue Heck der Stufenheck-Version ist die Limousine der Kompaktklasse mit dem Daewoo Lanos baugleich. Ein weiterer Name für das Fahrzeug war ZAZ Sens.